# 佐托索纳尔清真寺
佐托索纳尔清真寺（英語：Choto Sonar Mosque）是孟加拉国诺瓦布甘杰县的一座古老的清真寺。